# Isochariesthes fulvoplagiatoides
Isochariesthes fulvoplagiatoides là một loài bọ cánh cứng trong họ Cerambycidae.